# 王宮の一覧
王宮の一覧（おうきゅうのいちらん）は、君主の居城・拠点である宮殿、城をまとめたものである。
この一覧は未完成です。加筆、訂正して下さる協力者を求めています。

## アジア
アジアは群雄割拠による動乱の歴史である。日本やインド、中国の各時代各地域の指導者が自らを「王」と名乗り、独自兵力を率い、自らの領地に拠点を置き、主流であった指導者を排して自らが主流となる下剋上が行われた。
そのため、王宮に該当する建物は数多く存在する。この項目においては主流となった勢力の建物だけを扱う。

### アフガニスタン
- アルグ (カーブル)（英語版） - 「城砦」の意。1880年に首長アブドゥッラフマーン・ハーンによって建設された。
- en:Bala Hissar, Kabul
- en:Tajbeg Palace

### アゼルバイジャン
- ナヒチェヴァン・ハン宮殿（アゼルバイジャン語版、英語版）

### バングラデシュ
- ラールバーグ・フォート（英語版）
- バラ・カトラ宮殿（英語版）
- アッシャン・モンジル（英語版）

### ブータン
- デチェンチョリン宮殿
- サムテリン宮殿

### ブルネイ
- イスタナ・ヌルル・イマン

### カンボジア
- 王宮 (プノンペン)

### 中華人民共和国
- 禹王城（中国語版） - 中国最古の王朝夏の初代である禹が住んでいたことから名づけられた。
- 偃師商城遺跡 - 殷（商）代の城。洛陽市の遺跡
- 鄭州商城遺跡（中国語版）- 殷（商）代の城。鄭州市の遺跡で、商の政権安定後初の都「亳都（ハクト）」の遺跡とされる
- 洹北商城遺跡（中国語版）  - 殷代（商代）の城。河南省安陽市の殷墟で発掘された。
- 豊京と鎬京（中国語版） - 周の都城。長安近郊にあたる。後に洛陽へ遷都。
- 阿房宮　- 秦の始皇帝が建てた宮殿（長安）。
- 甘泉宮　- 始皇帝が造営し、漢の武帝が増築した離宮。現在[いつ?]は、甘泉宮遺址
- 長楽宮 - 前漢の皇帝の宮殿
- 未央宮 - 前漢の皇帝の宮殿。中国史上最大規模の城で紫禁城の6.7倍の敷地を持つ[1]。
- 漢魏洛陽城（中国語版） - 洛陽の宮殿、南宮（zh:南宮 (東漢)）と北宮（zh:北宮 (東漢)）がある。ともに漢王朝の王宮、住居は北宮で、南宮は議会などの施設とされた。南宮は魏に廃れ、北宮は北魏の滅亡まで使用された
- 台城 (建康宮城)（中国語版） - 建業（後に建康、現在の南京）にあった六朝時代の宮殿跡
- 太極宮 - 隋・唐
- 大明宮 - 唐の皇帝の宮殿で政治の中心地。現在[いつ?]は、大明宮遺跡公園
- 華清宮 - 唐の皇帝の離宮。現在の西安市近郊
- 東京大内皇宮 - 北宋
- 臨安大内禁宮 - 南宋
- 中南海 - 金から清にかけて離宮として使用された。現在、中華人民共和国政府・中国共産党の本部
- 北海公園 - 元の初代皇帝クビライの宮廷庭園
- 明故宮 - 明の宮殿
- 南京城 - 明の首都南京に建てられた城
- 紫禁城（故宮） - 明・清の皇宮
- 瀋陽故宮 - 清の離宮。盛京皇宮とも呼ばれる。
- 円明園 - 清の離宮
- 太平天国天王府 - 南京を首都とした天王洪秀全の宮殿

有力人物の居所
- ポタラ宮 - チベット仏教の指導者ダライ・ラマの宮殿

### インド
- チョウマハラ宮殿
- シティ・パレス (ジャイプル)
- シティ・パレス (ウダイプル)（英語版）
- Kowdiar Palace
- タージ レイク パレス
- マイソール宮殿
- ランバーグパレス
- パッドマナブハプラン・パレス
- Hill Palace、Tripunithura
- ファラヌーマ・パレス
- ウメイドバワン宮殿
- Ujjayanta Palace
- ジャイ・ヴィラース宮殿
- アマール マハル宮殿
- クーチ・ビハール宮殿 - クーチ・ビハール王国の王宮
- Jhargram Palace
- Gajlaxmi Palace

### インドネシア
王宮をクラトン (ジャワ語: ꦏꦿꦠꦺꦴꦤ꧀もしくはꦏꦼꦫꦠꦺꦴꦤ꧀)と呼ぶ。
- マイムーン宮殿
- ジョグジャカルタ王宮 (クラトン) - ジョグジャカルタ市
- タマン・サリ
- Keraton Kasepuhan
- スラカルタ王宮
- チルボンの王宮群

バリ島
- ティルタ・ガンガ
- スマラプラ宮殿
- ウブド王宮
- ウジュン ウォーターパレス
- タンパクシリン宮殿

### イラン
- アリ・カプ宮殿
- Behistun Palace
- ゴレスターン宮殿(世界遺産)
- ハシュト・ベヘシュト宮殿
- ニアバラン宮殿（英語版）
- サーダバード宮殿（英語版）
- ダレイオス1世の宮殿 (スーサ)（英語版）
- タチャラ（英語版） - 冬の宮、ダレイオス1世の宮殿
- 黄金門宮（英語版）

### イスラエル
- en:Royal Palace, Tell el-Ful

### 日本
天皇が一時的な外出を行う行楽や政変時には、行宮に住むこともあった。古代の宮は、柱が腐りやすい、火事など、一代で数回遷り住むこともあった。遣隋使などによって中国の文化が入ると本格的な都城を整備するようになっていった。
- 高千穂宮 - 彦火火出見尊から神武天皇までの3代が居住した宮殿
- 飛鳥京跡 - 飛鳥時代に使用された天皇の宮殿
- 藤原宮 - 飛鳥時代末期に使用された天皇の宮殿
- 平城宮 - 奈良時代に使用された天皇の宮殿
- 平安宮（大内裏） - 平安時代から鎌倉時代にかけて使用された天皇の宮殿
- 吉野行宮（吉野朝皇居、金輪王寺） - 南北朝時代に、吉野を拠点とした南朝の皇居。実城寺を金輪王寺に改名して皇居とした[3]。
- 京都御所（里内裏） - 室町時代から江戸時代にかけて使用された天皇の宮殿
- 皇居 - 天皇の居所。明治時代より使用中

離宮など
- 恭仁京、紫香楽宮（甲賀宮）、長岡京、黒木御所

天皇以外の政権中枢人物の居所
- 土御門殿 - 藤原道長の居所。
- 六波羅館 - 平清盛の邸宅
- 雪見御所 - 福原京にあった平清盛の山荘
- 大倉御所 - 鎌倉時代、源頼朝の居所。
- 花の御所 - 室町幕府将軍の居所。
- 大坂城 - 豊臣秀吉の居城。
- 聚楽第 - 豊臣秀吉・秀次の京都居所。
- 伏見城 - 豊臣秀吉の居城。
- 江戸城 - 江戸幕府将軍の居城。現在の皇居。
- 二条城 - 江戸幕府将軍の京都居城。元は離宮。
- 首里城 - 琉球国王の居城。

### ヨルダン
- ラガダン宮殿

### 大韓民国
- 景福宮
- 昌徳宮
- 昌慶宮
- 慶熙宮
- 徳寿宮

### ラオス
- ルアンパバーン国立博物館（正式名称：Haw Kham、別名：王宮博物館（英語版））

### マレーシア
- イスタナ・ネガラ (クアラルンプール)（英語版） - マレーシアの国王の旧住居。2011年に閉鎖、2013年に旧王宮という名で王立博物館に改装
- イスタナ・ネガラ (ジャランドゥタ)（英語版） - 2011年からマレーシアの国王の住居となった。
- Istana、Arau
- Istana、Kota Bharu
- Istana Abu Bakar、Pekan
- Istana Alam Shah、Klang
- Istana Anak Bukit
- Istana Besar、Johor Bahru
- Istana Besar Seri Menanti、Seri Menanti
- Istana Iskandariah、Kuala Kangsar
- Istana Maziah、Kuala Terengganu

### モンゴル
- Tumen Amgalan Ord（中国語：萬安宮、日本語：万安宮）- モンゴル帝国の第2代皇帝オゴデイが首都カラコルムに建てた宮殿。第5代皇帝クビライになると大都（現在[いつ?]の北京）に遷都した。

### ネパール
- ナラヤンヒティ宮殿
- ハヌマン・ドーカ宮殿

### オマーン
- アラム王宮

### パキスタン
- ラホール城 - 現地では「王の要塞」と呼ばれる。ムガル帝国の首都であった城塞都市ラホールに建てられた。ムガル帝国を打破したシク王国の王宮としても使われた。

### パレスチナ
- カセル・アル・バーシャ（英語版） - 13世紀半ばに建てられたガザ旧市街にある城。1階部分はマムルーク朝第5代スルターンのバイバルスの居城として建てられた。オスマン帝国時代に2階部分が増築され、パシャ（高官・貴族）のレッドワン一族の居城となったことから、レッドワン城とも呼ばれる。またナポレオンがエジプトなどの遠征の際に短期宿泊したことから、ナポレオンの要塞とも呼ばれる。

### サウジアラビア
- ヤマーマ宮殿 - 国王公宮。王政府、内閣、議会などの政府機関を含む。

### シリア
- Royal Palace of Mari
- Royal Palace of Ugarit

### タイ
- 王宮 (バンコク)、バンコク
- Dusit Palace、バンコク
- Derm Palace、トンブリー
- アユタヤ王宮、プラナコーンシーアユッタヤー郡

### ベトナム
- 皇宮（Imperial City）、フエ

### ミャンマー
- マンダレー王宮（英語版）
- シュウェボ宮殿（英語版）
- アマラプーラ宮殿（英語版）

## アフリカ

### エジプト
- クレオパトラの宮殿 - アレキサンドリア港の沖、アンティロドス島（英語版）にあったが、地震により島ごと水没した。
- アブディーン宮殿（英語版） - 1874年、副王イスマーイール・パシャによって建てられた。現在[いつ?]は、エジプト大統領府
- サラーフッディーン城 (カイロ)（英語版） - 12世紀に建てられた要塞で、アブディーン宮殿完成まで政治の中心地であった。単にシタデル（要塞）とも

### エチオピア
- ジュビリー宮殿（英語版） - 1960年のクーデター時に使用された。エチオピア大統領官邸。
- メネリク宮殿（英語版） - 皇帝の宮殿。エチオピア首相官邸

### レソト
- Royal Palace、Lesotho

### リビア
- en:Royal Palace of Tripoli

### モロッコ
- Dar el Makhzen、ラバト
- Bahia Palace、マラケシュ
- Dar el Makzhen、タンジェ
- El Badi Palace、マラケシュ

### ナイジェリア
- Olowo's Palace、Owo

### タンザニア
- SulTZA's Palace, Zanzibar

### チュニジア
- バルド宮殿 - 現在[いつ?]は博物館

## 南北アメリカ

### ブラジル
- パソ・インペリアル（英語版）
- サン・クリストヴァン宮殿（英語版）
- Petrópolis Imperial Palace - 1845年に建てられた夏の離宮。現在[いつ?]は、ブラジル帝国博物館（英語版）
- en:Palácio do Grão-Pará
- en:Santa Cruz Estate

### カナダ
第二次世界大戦中、イギリス中部まで侵攻された場合、王族はリバプールからカナダに逃れ事前購入したハトレー城に逃避する計画だった。
- リドー・ホール（英語版） - 首都オタワにある国王と総督の官邸
- シタデル (ケベック) - 第二国王・総督府

### メキシコ
ナワトル語で宮殿は Tecpan と呼び、石（tetl）と旗(pantli)から来ている。tecpancalli は、宮殿＋家である。
マヤ文明
- パレンケの宮殿

アステカ時代
- en:Casas Nuevas de Moctezuma - 最後の君主モクテスマ2世の居館。スペイン語で「新しい家」の意で、昔の王宮と対比させてそう呼んだ。建材の石は、国立宮殿に流用された。

近代
- イトゥルビデ宮殿（英語版）
- 国立宮殿 - 現在[いつ?]のメキシコ大統領府
- チャプルテペク城

### ペルー
- Hatunrumiyoc Palace - インカ時代。現在[いつ?]は石垣（スペイン語版）が残る程度である。

## オセアニア

### トンガ
- トンガ王宮（英語版）

### アメリカ合衆国
- イオラニ宮殿 - ハワイ州、オアフ島。
- フリヘエ宮殿 - ハワイ州、ハワイ島。
- ハーナイ・アカマラマ（英語版） - ハワイ州、オアフ島。王妃エマの夏の離宮。
- アリイオラニ・ハレ（英語版） - ハワイ州、オアフ島。ハワイ州最高裁判所。

## ヨーロッパ
王族が王権神授説によって宗教的に保護され、王族同士が血縁を結び安定して血族の王位継承を行ってきた。

### オーストリア
| City               | Photo                     | Residence          | Function | Link |
| ------------------ | ------------------------- | ------------------ | --- | ---- |
| ウィーン           |                           | シェーンブルン宮殿 | ハプスブルク家の夏の離宮 |      |
| ウィーン           | Hofburg with Heldenplatz  | ホーフブルク宮殿   | 1918年までハプスブルク家の政治中枢、冬の皇居であった。共和制移行後は、オーストリア大統領府、美術館、コンベンション・センター                                                 |      |
| ウィーン           |                           | ベルヴェデーレ宮殿 | オイゲン・フォン・ザヴォイエンの私宮であったが、その後、皇后マリア・テレジアの居所となった。                                                                                 |      |
| ウィーン           | Hermesvilla               | ヘルメスヴィラ     | 皇后エリーザベトの私宮 |      |
| ツィスライタニエン |                           | ホーフブルク宮殿   | チロル州。1918年まではチロル伯とハプスブルク家の住居であった。1848年革命時にウィーンから避難したハプスブルク家によって臨時の政治中枢として利用された。共和制移行後は、美術館 |      |
| ツィスライタニエン | Kaiservilla vorderansicht | カイザーヴィラ     | ザルツカンマーグート。フランツ・ヨーゼフ1世の秘密の隠れ家、狩猟用ロッジ |      |
| ツィスライタニエン | Blauer Hof Laxenburg      | ラクセンブルク宮殿 | ニーダーエスターライヒ州。シェーンブルン宮殿と共にハプスブルク家の夏の邸宅                                                                                                   |      |

### ベラルーシ
- スタリ・ザモク（英語版）

### ベルギー
| City                 | Photo                                          | Residence                    | Function                           | Link                                          |
| -------------------- | ---------------------------------------------- | ---------------------------- | ---------------------------------- | --------------------------------------------- |
| ブリュッセル         |                                                | ブリュッセル王宮             | ベルギー王フィリップの公宮         | アーカイブ 2004年9月10日 - ウェイバックマシン |
| ブリュッセル         | 0 Château Royal de Laeken                      | ラーケン王宮                 | ベルギー王フィリップの私宮         |                                               |
| ブリュッセル         | Laeken Greenhouses                             | ラーケン王宮温室             | 公式訪問、レセプション会場         | アーカイブ 2004年9月10日 - ウェイバックマシン |
| ブリュッセル         | Château Belvedere Laeken                       | ベルヴデール城               | 第6代ベルギー王アルベール2世の私宮 |                                               |
| ブリュッセル         | Villa Stuyvenberg Laeken                       | スタイフェンベルク宮殿       | 王女アストリッドの私宮             |                                               |
| シエルニョン         | Ciergnon koninklijk kasteel 2-02-2013 17-08-05 | シエルニョン城               | 夏の離宮                           |                                               |
| ヴィレ＝シュル＝レス |                                                | Château du Villers-sur-Lesse | 夏の離宮                           |                                               |

 ブルガリア
- Royal Palace（現在はブルガリア国立美術館（英語版））
- エフクシヌグラート（英語版）

 チェコ
- プラハ城

### デンマーク
- アマリエンボー宮殿、コペンハーゲン
- クリスチャンスボー城、コペンハーゲン
- フレデンスボー城（英語版）
- Gråsten Palace

 エストニア
- カドリオルグ宮殿（英語版）

### フランス
- シテ宮殿
- ヴェルサイユ宮殿
- ルーヴル宮殿
- テュイルリー宮殿
- パレ・ロワイヤル
- ミュエット城（フランス語版）
- フォンテーヌブロー宮殿
- サン＝ジェルマン＝アン＝レー城
- コンピエーニュ城（フランス語版）
- ショワジー城（フランス語版）
- リュクサンブール宮殿
- マルリー宮殿
- サン・クルー城（フランス語版）
- ムードン城（フランス語版）

### ドイツ
- ニュルンベルク城 - 神聖ローマ皇帝は居所（帝国城砦）を変えるのが通例だが、本城は戴冠の道具が納められ、すべての皇帝が一度は滞在した神聖ローマ帝国の象徴とも言える城。
- ベルリン王宮
- シャルロッテンブルク宮殿
- サンスーシ宮殿、ポツダム
- ドレスデン城（英語版）
- ツヴィンガー宮殿、ドレスデン
- ミュンヘン・レジデンツ、ミュンヘン
- ニンフェンブルク宮殿、ミュンヘン
- Schleissheim Palace、ミュンヘン
- ルートヴィヒスブルク城（英語版）、ルートヴィヒスブルク

### ギリシャ
- 旧王宮（Παλαιά Ανάκτορα）- 1843年、アテネに王宮として建てられた新古典主義の建物。1929年以降は国会議事堂となっている。
- New Royal Palace - 1897年に建てられ王太子の居所とされていた。1974年以降は大統領官邸（英語版）。
- Royal Mansion of Psychiko, only Crown Prince Paul and Crown Princess Frederica residence, today private property, Athens
- Tatoi Palace, or the "Royal Palace of Dekeleia" was the summer estate of the former Greek royal family, Athens
- Queen's Tower, former royal estate held only by Queen Amalia, now private property, Athens
- Palace of St. Michael and St. George originally the house of the British Lord High Commissioner of the Ionian Islands, now the seat of the Sino-Japanese Museum, Corfu
- Mon Repos, a summer residence of the former Greek royal family.  It is now an archaeological museum. Corfu
- Achilleion, Royal Palace of the Empress Elizabeth of Austria, never held by the Greek Royal Family, Corfu
- Palace of the Grand Master of the Knights of Rhodes, medieval palace renovated during Italian Occupation to constitute the summer estate of the King of Italy, never held by the Greek Royal Family
- Thessaloniki Government House, a royal mansion in Salonica situated in the suburb of Kalamaria

 ハンガリー
- ブダ城、ブダペスト

 アイルランド
- ダブリン城、ダブリン

### イタリア
- パレルモ周辺
  - ノルマンニ宮殿、シチリア王
  - Palazzina Cinese

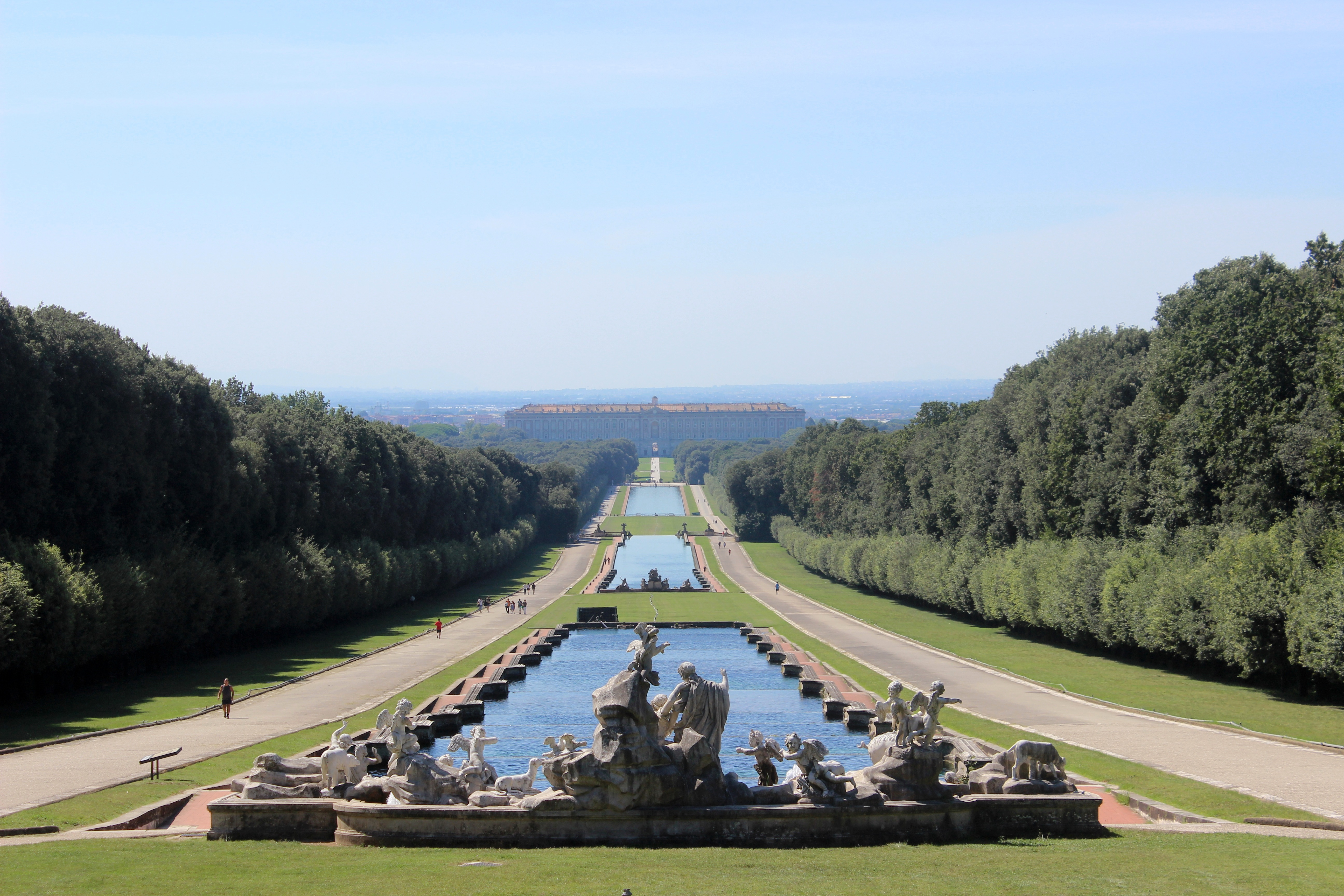
カゼルタ宮殿

  - Palazzo Reale della Ficuzza
- 世界遺産『サヴォイア王家の王宮群』(トリノ周辺)
  - トリノ王宮（英語版）（Palazzo Reale）
  - マダーマ宮殿 (トリノ)（英語版）
  - ヴァレンティーノ城（イタリア語版）
  - カリニャーノ宮殿（イタリア語版）、トリノ
  - リヴォリ城（英語版）
  - モンカリエーリ城（英語版）
  - カッチャ宮殿及びストゥピニージ宮殿（英語版）
  - レジーナ邸（イタリア語版）
  - ヴェナリア宮殿（英語版）
  - マンドリア城（イタリア語版）
  - アリエ公爵城（イタリア語版）
  - ラッコニージ城（英語版）
- ナポリ周辺
  - 王宮 (ナポリ) - 世界遺産『ナポリ歴史地区』
  - ヌオヴォ城（英語版）（カステルヌオーヴォ） - 世界遺産『ナポリ歴史地区』、アンジョ朝
  - カステル・デッローヴォ（英語版）(別名：卵城、カステロ・デル・オーボ) - 世界遺産『ナポリ歴史地区』
  - サンテルモ城（英語版） - 世界遺産『ナポリ歴史地区』
  - Casina Vanvitelliana
  - Royal Palace of Ischia
  - Castel Capuano
  - Reggia di Quisisana
  - Villa Favorita
  - Villa Floridiana
  - Villa Rosebery
  - カポディモンテ宮殿（イタリア語版） - ボルボーネ朝、サヴォイア王家が使用した。現在[いつ?]はカポディモンテ美術館。
  - ポルティチ宮殿（英語版）
- カゼルタ（ナポリ近郊）
  - カゼルタ宮殿 - ナポリ王国（ボルボーネ朝）、世界遺産『カゼルタの18世紀の王宮と公園、ヴァンヴィテッリの水道橋とサン・レウチョの邸宅群』
  - Royal Palace of Carditello
  - Belvedere di San Leucio
- マダーマ宮殿、ローマ
- クイリナーレ宮殿、ローマ
- Hadrian's Villa、ティボリ
- Castello Ursino、カターニア
- Casino Reale di Persano、near Salerno
- ピッティ宮殿、フィレンツェ（メディチ家、サヴォイア家）
- Royal Palace of Milan、ミラノ
- Villa Belgiojoso Bonaparte、ミラノ
- Royal Villa of Monza、モンツァ
- Royal Palace of Genoa、Genoa
- ミラマール城、トリエステ
- Palazzo Reale、カリャリ
- Villa Pisani、Stra

 リヒテンシュタイン
- ファドゥーツ城

 リトアニア
- Royal Palace of Lithuania、Vilnius

 ルクセンブルク
- Grand Ducal Palace, Luxembourg

 モナコ
- The Prince's Palace

### モンテネグロ
- King Nikola's Palace
- Podgorica Royal Palace
- Blue Palace
- Nikšić Royal Palace
- Bar Royal Palace
- Biljarda

### オランダ
- Royal Palace (Amsterdam)
- Noordeinde Palace、デン・ハーグ
- ハウステンボス宮殿、デン・ハーグ
- Het Loo Palace、Apeldoorn
- Soestdijk Palace、Baarn
- Drakestein、Lage Vuursche

 ノルウェー
- Royal Palace, Oslo
- Stiftsgården

### ポーランド
- Royal Castle, Warsaw
- ヴィラヌフ宮殿
- Łazienki Palace in Warsaw
- Ujazdów Castle in Warsaw
- Kazimierz Palace、ワルシャワ
- Belweder、ワルシャワ
- Wawel Royal Castle、クラクフ
- Royal Castle、ルブリン
- Royal Castle, Poznań
- Imperial Castle、ポズナン
- Royal Palace, Wrocław

### ポルトガル
- アジュダ宮殿、リスボン、1828年と1862年から1889年まで王宮であった。
- ケルス宮殿、Queluz、1794年に Royal Barrack を建て替えた.
- シントラ宮殿、シントラ
- ベレン宮殿、リスボン、1912年以降、ポルトガルの官邸
- ネセシダーデス宮殿（英語版）、リスボン、1821年から1822年まで、1828年から1861年まで、1889年から1910年まで王宮であった. 現在[いつ?]はポルトガル外務省の省舎。
- ペーナ宮殿、シントラ
- Citadel Palace、カスカイス
- マフラ国立宮殿、マフラ
- Palace of the Carrancas、ポルト、現在[いつ?]は「ソアレス ドス レイス国立美術館」。
- Dom Manuel Palace、Evora、宮殿の一部のみ現存.
- Ducal Palace、Vila Viçosa、Alentejo、ブラガンサ公爵（英語版）の所有だが、王家が使用している.
- リベイラ宮殿、リスボン、1503年から1755年の震災まで存在した。
- Royal Barrack、リスボン、1755年の震災後に残った木造の建物を王宮とし、1794年にケルス宮殿を建てるため破壊された.
- サン・ジョルジェ城内のAlcaçova Palace、リスボン. 1255年から1755年の震災まで存在した。
- Salvaterra Palace、サルヴァテーラ・デ・マゴス、廃墟。
- Almeirim Palace、アルメイリン、現存していない。
- Pinheiro Palace、リスボン近郊. 以前は王室が所有していたが、現在[いつ?]は個人所有.
- Guimaraes Castle、ギマランイス、1095年から1131年までポルトゥカーレ伯領の邸宅.
- Paço das Escolas、コインブラ、1131年から1255年まで王宮として使用され、1537年からはコインブラ大学が使用している.
- Palacio Corte Real、リスボン、元は貴族コルテ・レアル家が所有していた邸宅を王家が購入した。1751年の大火後、残った部分も1755年の震災で破壊された。
- Bemposta Palace、リスボン、元イングランド王妃カタリナが戻ってきた時に建てた。1822年から1826年の間は王宮として使用された. 現在[いつ?]はポルトガル軍学校の一部.
- Palacio Real de Alcantara、リスボン 1755年に殆ど壊され、一部のみ現存
- Santos Royal Palace、リスボン、現在[いつ?]フランス大使館
- Quinta Real de Caxias、カシアス、1861年から1862年まで王宮であった.

### ルーマニア
- Royal Palace (Bucharest)
- Cotroceni Palace
- ペレシュ城
- Săvârșin Castle
- Elisabeta Palace

### ロシア
- クレムリン、モスクワ
- Terem Palace、モスクワ
- ペテルゴフ宮殿、Saint Petersburg
- ストロガノフ宮殿、Saint Petersburg
- Summer Palace、Saint Petersburg
- ツァールスコエ・セロー、Pushkin
- Vorontsov's Palace、Saint Petersburg
- 冬宮殿、Saint Petersburg
- リェジェノイ ドム（ロシア語版）（ロシア語: ледяной дом, 氷漬けの家） - 女帝アンナが作らせた歴史上初の「氷の宮殿」

### セルビア
- Old Palace、Belgrade
- New Palace、Belgrade
- Royal Palace、Belgrade
- White Palace、Belgrade

 スペイン
 スウェーデン
- ストックホルム宮殿、ストックホルム
- ドロットニングホルム宮殿

 スロバキア
- ブラチスラヴァ城 - ハンガリー王、ハブスブルグ家

### トルコ
東ローマ帝国時代
- コンスタンティノープル大宮殿
- ブルケラナエ宮殿（英語版）、イスタンブール - 12世紀以降の皇帝が主に居住した宮殿。
- ブーコレオン宮殿
- ポルフュロゲネトス宮殿

 オスマン帝国時代
- Sarây-ı Atîk-i Âmire（トルコ語版） - コンスタンティノープルの陥落後から建設が始まり1458年に完成。トプカプ宮殿（新宮殿）完成後は、古宮殿（Eski Saray）と呼ばれた。
- トプカプ宮殿、イスタンブール ‐ パーディシャーが居住した宮殿。
- ドルマバフチェ宮殿、イスタンブール
- ベイレルベイ宮殿、イスタンブール
- ユルドゥズ宮殿、イスタンブール
- チュラーン宮殿、イスタンブール

 ウクライナ
- Royal Palace, Lviv

 イギリス